# Un viatge amb l'Anita
Un viatge amb l'Anita (original en italià Viaggio con Anita) és una pel·lícula de comèdia italiana de 1979 dirigida per Mario Monicelli i protagonitzada per Goldie Hawn i Giancarlo Giannini. És l'única pel·lícula estrangera de Hawn. Fou estrenada als Estats Units el febrer de 1981. Ha estat doblada al català.

## Argument
Guido Massaccesi, director d'un banc romà, és informat per la seva germana Oriana que el seu pare Armando està greument malalt; deixa la seva dona Elisa amb el seu fill i marxa amb cotxe, un Alfa Romeo Giulietta, per arribar a Rosignano Solvay, la seva ciutat natal. Decidit a fer el viatge en dolça companyia, Guido va a veure la Jennifer, la seva amant a qui fa mesos que no veu. La clara negativa de la noia a seguir-lo fa que porti amb ell l'Anita Watson, una estatunidenca de vint-i-sis anys que ha vingut a Roma per trobar un arquitecte italià que va conèixer a Chicago. La noia, sense saber el motiu real del viatge, reacciona davant l'assetjament de la seva parella i provoca un accident de cotxe. Després d'una parada a Orbetello, els dos s'uneixen més i fan un desviament cap a l'illa deserta de Giglio. En arribar prop de Rosignano Solvay on Armando acaba de morir, ajudat per la seva dona Adelina i els seus fills Teo, Omero i Oriana, l'inconscient Guido deixa l'Anita en una petita pensió i s'uneix a la família. Després de fer amistat amb la centraleta Sandra i després d'esperar en va una explicació sobre l'estrany comportament d'en Guido, l'Anita descobreix accidentalment la veritat i s'uneix a ell mentre la processó fúnebre està a punt de marxar cap al cementiri. L'arribada de l'americana provoca un escàndol i Guido es venja revelant la presència de Noemi, l'amant del seu pare durant 18 anys. Anita es nega a fer les paus amb Guido i marxa sola cap a Pisa.

## Repartiment
- Goldie Hawn - Anita
- Giancarlo Giannini - Guido Massacesi
- Claudine Auger - Elisa Massacesi
- Aurore Clément - Cora
- Laura Betti - Laura
- Andréa Ferréol - Noemi
- Renzo Montagnani - Teo
- Franca Tamantini - Oriana Massacesi
- Gino Santercole - Tonino, el camioner
- Lorraine de Selle - Gennifer

## Producció
La pel·lícula es basa en un tractament, escrit el 1957 per Federico Fellini i Tullio Pinelli, al qual també va contribuir Pier Paolo Pasolini, que va ser inspirat en el viatge fet l'any anterior per Fellini, amb motiu de la mort del seu pare. Inèdit a Itàlia - l'única edició disponible és en anglès - és un dels tres grans "viatges", juntament amb Mastorna i Tulum, que Fellini no va fer. mai.
L'any 1989, en una entrevista concedida a Virgilio Fantuzzi a La Civiltà Cattolica, Fellini declarava: «El tema cinematogràfic, potser el més bonic que he escrit, però que aleshores no vaig fer, es titulava Viaggio con Anita. El vaig vendre molts anys després, una mica vergonyosment, a Grimaldi, que va fer que Monicelli la dirigiís, però es va convertir en una altra cosa. Si em penedeixo, es refereix al fet que no vaig fer aquella pel·lícula».
El 2012 es va estrenar una pel·lícula inspirada lliurement en aquest text: Anita de Luca Magi, presentada a competició al 30è Festival de Cinema de Torí.